# Хипервръзка
Хипервръзка (също линк, препратка или просто връзка на английски: hyperlink) в програмирането е част от хипертекстов документ, която препраща читателя към някой друг елемент в самия документ (раздел, забележка, изображение, видео и аудиоклипове) или към обект извън документа: (файл, приложен софтуер и др.), разположени локално или в компютърна мрежа.

## История и формат
Терминът „хиперлинк“ е измислен през 1964 или 1965 година от Тед Нелсън и неговия асистент Келвин Къртин в началото на проекта „Ксанаду“. Нелсън бил вдъхновен от есето на Ванивар Буш „As we may think“. В него Буш описва машина за четене на микрофилми (The memex), в която две различни страници от информация по една тема може да се свържат в „пътека“, така че да стане възможно да се превърти напред или назад между страниците на пътеката, все едно са една ролка.
За да се отличават от останалия текст, хипервръзките се оцветяват по подходящ начин (например в синьо). Повечето хипервръзки се появяват като подчертан текст, но всеки текст или част от картина може да бъде хипервръзка. Когато показалецът на мишката попадне върху хипервръзка, той се променя в малка посочваща ръка. Близо до него може да се появи и малък надпис, който съдържа пояснение. Потребителите могат да активират и следват хипервръзката чрез щракване върху нея с посочващото устройство (например мишка, стилус, пръсти). Това води до придвижване към нейната цел, често свързана с контекста ѝ. За потребител, следващ хипервръзки се казва, че се движи или следва хипертекста. Вече последвана хипервръзка най-често променя цвета си (например в лилаво).
В някои хипертекстове хипервръзките могат да бъдат двупосочни: те могат да бъдат последвани в две направления, така че и двете направления действат и като връзка, и като цел. Съществува и по-сложно систематизиране, като „много към много“ връзки.
Най-често срещаният пример за хипертекст днес е Световната мрежа: уеб страници, съдържащи хипервръзки към други уеб страници. Например, в онлайн справочник като Уикипедия, много думи и термини в текста са хипервръзки към определенията на тези термини. Хипервръзките са често използвани за правене на справки, като например съдържание, бележки под линия, библиографии, индекси и речници.
Резултатът от следването на хипервръзка зависи от хипертекстовата система и понякога от свойствата на самата връзка; например в интернет повечето хипервръзки отварят целевия документ, като той или замества показания документ, или го отваря целевия документ в нов прозорец на браузъра. Друга възможност е улесняването на читателя при ползването на справочна информация, например препращането към таблица със съдържание, източници или бележки. Хипервръзките могат да бъдат следвани автоматично и от специални програми. Програма, която разглежда хипертекста, следвайки всяка хипервръзка и обхождайки всички свързани документи, се нарича Web spider или Web crawler.

## Видове
Съществуват няколко основни типа хипервръзки:

### Външни хипервръзки
Осъществяват връзка със сайтове, изображения, документи, които не са създадени от автора.

### Вътрешни хипервръзки
Осъществяват връзка със сайтове, изображения, документи, които са създадени от автора.

### Хипервръзки към части от страница
Осъществяват връзка с определена част от даден документ. За целта се използват т.нар. котви (цели, anchors), представляващи невидими отметки с име. За да се създаде такава хипервръзка трябва да се създаде самата котва на мястото, до което ще води хипервръзката. Например това може да е определена част (наричана „гореща зона“) в едно изображение в HTML (като например картината на членовете на лондонския The Club). Един от начините да бъде реализирана гореща зона е задаването на списък с координати, на който са показани границите на действие на съответния линк. Например на политическата карта на Африка името на всяка страна върху картата на континента представлява хипервръзка към статията за съответната страна.
Когато хипервръзката води към обемисти обекти, се използва и т.нар. вътрешно редова връзка (на английски: inline link) която показва дистанционното съдържание умалено, например вместо цялото изображение показва изображение с по-ниска резолюция. При желание с повторно кликване се отваря обектът в пълния му размер. Такъв е например случаят със софтуера за печат, това дава възможност за по-малки размери на файловете и по-бърза реакция на промените, когато пълното съдържание не е необходимо, както е в случая, когато се оформя страницата.

### Връзка към приложение (напримерелектронна поща)
Активирането им предизвиква стартиране на различен софтуер. Когато това е e-mail адрес, се стартира съответният клиентски софтуер за електронна поща и автоматично се попълва адреса на получателя. Тази връзка работи само когато към използвания браузър има настроена e-mail програма (клиент).

## Хипервръзки в различните технологии

### Хипервръзка в HTML
Тим Бърнърс-Лий е видял възможността за използване на хипервръзки за свързване на цялата информация с друга информация из интернет. Хипервръзките са неразделна част от създаването на World Wide Web. Уеб страниците са написани на хипертекстов маркиращ език HTML.

### Хипервръзка в XML
В W3C препоръката наречена Xlink се описват хипервръзките, които предлагат много по-голяма степен на функционалност от предлаганите от HTML. Тези удължени връзки могат да бъдат разнопосочни, свързани със страните, в рамките и между документите, структурирани с XML. Той също описва по-прости връзки, които са еднопосочни и поради тази причина не предлагат повече функции от хипервръзките в HTML.

### Хипервръзка в други програми
Хипервръзки се използват и в текстови редактори, PDF документи, помощни системи като Windows Help, документи за текстова обработка, електронни таблици, програмата HyperCard на Apple и на много други места.

### Хипервръзка във виртуалния свят
Хипервръзките се прилагат в различни 3D виртуални мрежи по света, включително и тези, използващи платформите OpenSimulator и Open Cobalt.

### Хипервръзки в Уикипедия
Хипервръзките в Уикипедия е възприето да се наричат препратки и биват три вида, в зависимост от това накъде сочат:
- вътрешни препратки – към други страници в този проект (Уикипедия на български език),
- междууикита – към страници от други сродни на този проекти, поддържани от Фондация Уикимедия, или
- външни препратки – към изцяло външни на Фондацията сайтове.

Освен че се наричат по различен начин, трите вида хипервръзки и изглеждат различно (при стандартни настройки). Вътрешните препратки са по-тъмно сини, препратките към сродни проекти са по-светло сини, а външните връзки са светлосини и завършват с иконката .